# قائمة سفراء دولة فلسطين لدى ألمانيا

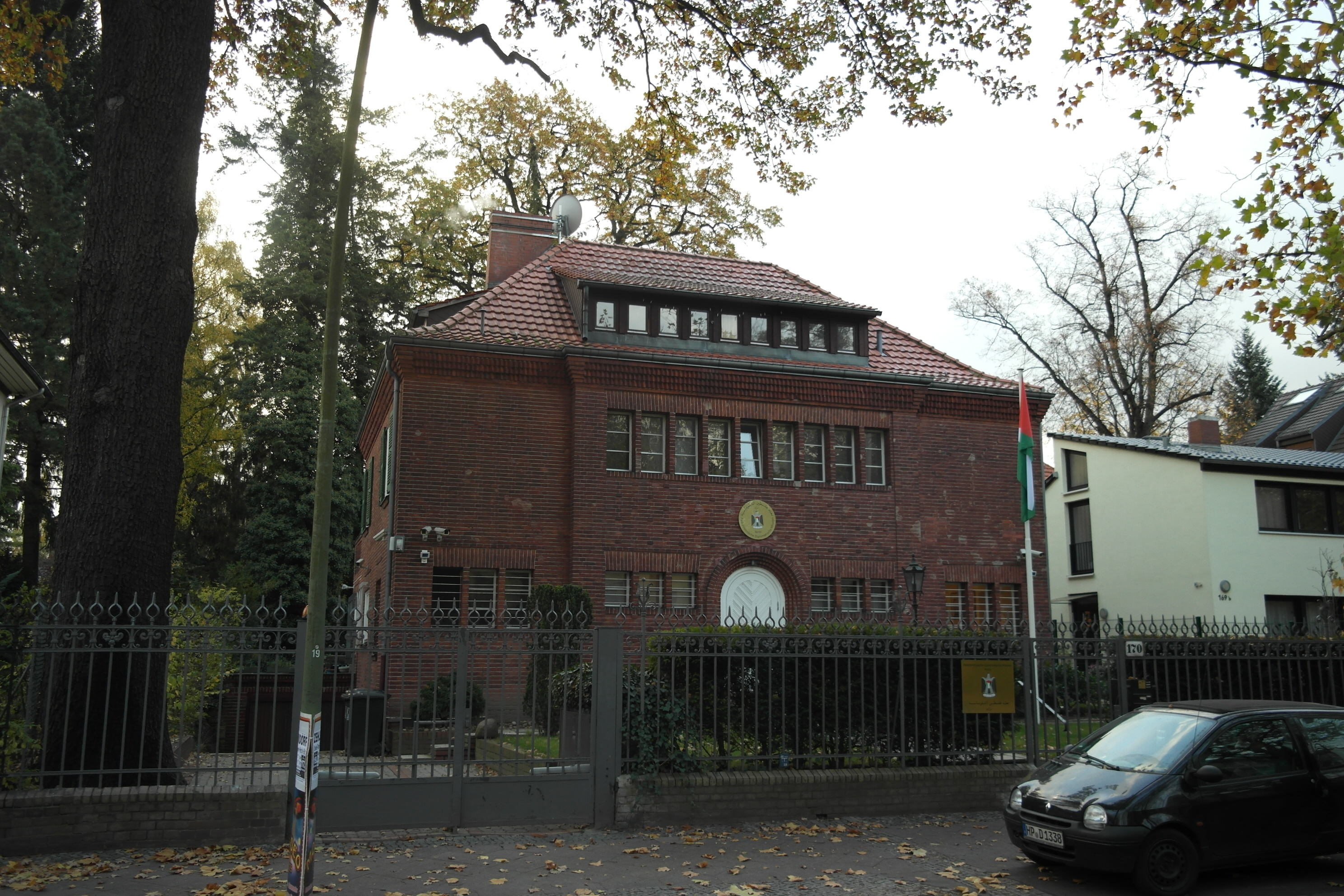
مقر البعثة الدبلوماسية الفلسطينية في برلين

سفير دولة فلسطين لدى ألمانيا هو ممثل دولة فلسطين الرسمي لدى جُمهُورِيَّة أَلمَانِيَا الاِتِّحَاديَّة. يقع مقر السفارة في برلين.

## قائمة السفراء
| رئيس البعثة الدبلوماسية | تاريخ الاعتماد الدبلوماسي | تاريخ الانتهاء | رئيس منظمة التحرير الفلسطينية | مستشار ألمانيا الشرقية | ملاحظات |
| ----------------------- | ------------------------- | -------------- | ----------------------------- | ---------------------- | ------- |
| علي الكردي (Q122310362) | 1970                      | 1973           | ياسر عرفات                    |                        |         |
| عصام كامل السالم        | 1980                      | 1990           | ياسر عرفات                    |                        |         |

| رئيس البعثة الدبلوماسية | تاريخ الاعتماد الدبلوماسي | تاريخ الانتهاء | رئيس منظمة التحرير الفلسطينية | مستشار ألمانيا الغربية | ملاحظات |
| ----------------------- | ------------------------- | -------------- | ----------------------------- | ---------------------- | ------- |
| عبد الله الإفرنجي       | 1974                      | 1990           | ياسر عرفات                    |                        |         |

| الترتيب | رئيس البعثة الدبلوماسية              | تاريخ الاعتماد الدبلوماسي | تاريخ الانتهاء | رئيس منظمة التحرير الفلسطينية | مستشار ألمانيا | ملاحظات |
| ------- | ------------------------------------ | ------------------------- | -------------- | ----------------------------- | -------------- | --- |
| 1       | عبد الله الإفرنجي                    | 1990                      | 2005           | ياسر عرفات محمود عباس         |                | مفوض عام السلطة الوطنية الفلسطينية لدى ألمانيا الاتحادية |
| 2       | هائل عادل توفيق الفاهوم              | 2006                      | 2010           | محمود عباس                    | أنغيلا ميركل   | [ 3 ] |
| 3       | صلاح الدين حيدر محي الدين عبد الشافي | 18 أغسطس 2010             | 1 أغسطس 2013   | محمود عباس                    | أنغيلا ميركل   | يشغل منصب سفير دولة فلسطين لدى النمسا منذ سبتمبر 2013 والمراقب الدائم لدى الأمم المتحدة في فيينا. والده السياسي حيدر عبد الشافي.                                   |
| 4       | خلود فرنسيس خليل دعيبس               | 28 أغسطس 2013             | 2021           | محمود عباس                    | أنغيلا ميركل   | شغلت منصب وزيرة السياحة في حكومة إسماعيل هنية الثانية، ومنصب وزيرة السياحة وشؤون المرأة في حكومة سلام فياض الأولى، ومنصب وزيرة السياحة في حكومة سلام فياض الثانية. |
| 5       | ليث عدنان عثمان عرفة                 | 16 مارس 2022              | لا يزال        | محمود عباس                    | أولاف شولتس    | |